# Fulseck
Das Fulseck ist ein 2036 m ü. A. hoher Berg in der Ankogelgruppe der Zentralalpen im österreichischen Bundesland Salzburg.

## Lage und Umgebung
Der Gipfel des Fulsecks erhebt sich an der Grenze der drei Gemeinden Bad Hofgastein im Südwesten, Dorfgastein im Nordwesten und Großarl im Osten. Zu den Bergen in der Umgebung zählen das 1954 m ü. A. hohe Kieserl im Nordosten und der 2027 m ü. A. hohe Kreuzkogel im Südosten. Mehrere Bäche haben ihren Ursprung am Fulseck. Der Brandstattbach, der Stöcklgraben, der Trensbach, der Durchganggraben, der Kuglgassgraben und der Neudeckgraben münden direkt, der Nasenbach über den Harbach und der Gruberwaldbach über den Mayerhofbach in die Gasteiner Ache. Der Spiegelsee ist ein künstlich angelegter Speicherteich in Gipfelnähe, dessen Wasser im Winter für Beschneiungsanlagen herangezogen wird.
An den westlichen Ausläufern liegt die zur Ortschaft Harbach gehörende Ansiedlung Taxerbrandstatt. Almen am Berg sind die Koller-Heimalm an den südwestlichen Hängen in der Ortschaft Harbach, die Kolleralm an den westlichen Hängen in der Ortschaft Maierhofen und die Haarlehenalm an nordöstlichen Hängen in der Ortschaft Unterberg.

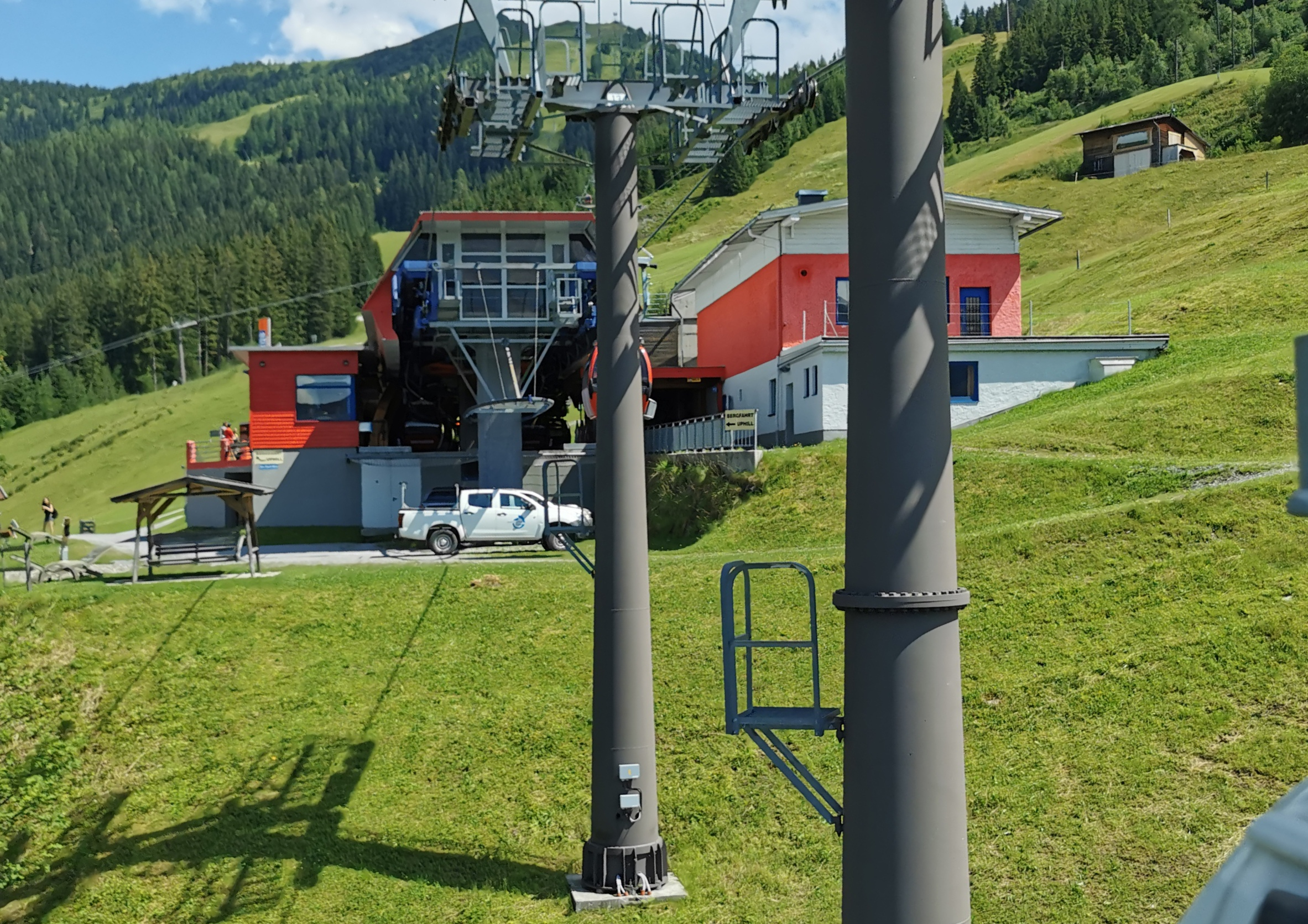
Mittelstation der Gipfelbahn Fulseck

Die Kabinenbahn der Gipfelbahn Fulseck und im Winter zusätzlich die Sechser-Sesselbahn des Gipfelexpress Fulseck führen auf den Gipfel. Am Berg gibt es mehrere Schipisten. Außerdem verläuft eine Mountainbikestrecke hinauf. Das Fulseck zählt zu den 55 Gipfeln des Gasteinertals, für deren vollständige Besteigung der Gasteiner Gipfelkranz vergeben wird, die höchste Klasse der Gasteiner Wandernadeln des Österreichischen Alpenvereins. Der Gipflstadl ist ein Gastronomiebetrieb neben der Bergstation, der ganzjährig entsprechend den Betriebszeiten der Gipfelbahn Fulseck geöffnet hat. Weitere Gaststätten am Berg sind die Grabnerhütte, die Reiterhütte und die Wengeralm. Das ehemalige Alpengasthaus Brandlalm wurde 2020 abgerissen. An seiner Stelle wurde von 2022 bis 2023 ein Appartementhaus errichtet.

## Geologie
In geologischer Hinsicht befindet sich das Fulseck in einer von Phyllit, Kalkschiefer und Quarzit geprägten Zone des Tauernfensters (Penninikum).

## Fauna und Flora
An den unteren westlichen Hängen erstrecken sich zwei Wild-Ruhezonen: Die Gamswild-Ruhezone Kolleralm in Dorfgastein darf von 1. Dezember bis 31. Mai und die Rotwild-Ruhezone Koller Heimalm in Bad Hofgastein von 1. November bis 31. Mai nicht betreten werden. Am Fulseck leben die Feldheuschrecken-Arten Alpine Gebirgsschrecke (Miramella alpina), Gemeiner Grashüpfer (Chorthippus parallelus), Kleine Goldschrecke (Chrysochraon brachyptera) und Sibirische Keulenschrecke (Aeropus sibiricus) sowie die Laubheuschrecken-Arten Alpen-Strauchschrecke (Pholidoptera aptera) und Kurzflügelige Beißschrecke (Metrioptera brachyptera). Bei einer Erhebung der Vogelarten des Gasteinertals in den 1980er Jahren wurde im Fulseckgebiet die Kornweihe (Circus cyaneus) als Durchzüglerin beobachtet.
Im alpinen Ödland gedeiht die Rostblättrige Alpenrose (Rhododendron ferrugineum). In der Nähe des Gipfels finden sich abschnittsweise Grünerlen-Buschwälder und Kleinseggenriede. Am Nordgrat wachsen der Brutknospen-Schwingel (Festuca vivipara (L.) Sm.), der Schöne Schwingel (Festuca pulchella Schrad.) und das Schwarze Habichtskraut (Hieracium atratum).